# Петрук Володимир Іванович
Володимир Іванович Петрук (нар. 13 лютого 1943 в місті Житомир) — український публіцист і прозаїк, член НСПУ (з 1999).

## Життєпис
Закінчив Київський політехнічний інститут (радіотехнічний факультет КПІ, 1965) та Київський університет імені Тараса Шевченка (філософський факультет, 1972).
Працював науковим співробітником кафедри моделювання складних систем факультету кібернетики КНУ імені Тараса Шевченка, займався комп'ютерною картографією, розробив принципи організації «Комп'ютерного атласу історії України». Кандидат історичних наук.
Займається історико-краєзнавчим вивченням скіфського періоду України, його релігійно-міфологічної культури.

## Творчість
Автор книжок зі стародавньої історії України:
- «Країна Великочудія»,
- «Велика Скіфія–Оукраїна»,
- «Екзампай. Сакральний центр Великої Скіфії»,
- «Велика Скіфія переможе»,

Автор книжок з історії науки:
- «Факультету кібернетики 40»,
- «Кафедра моделювання складних систем – 45»,
- «В. М. Глушков і Київський університет»,
- «Є. М. Кудрицький»,

Автор дослідження «Чи є артиклі в українській мові», перекладу і доопрацювання історичної драми М. Костомарова «Елліни Тавриди», прозових творів: «Собор богів Великого Київського князя Володимира», «Самовідрядження в Гелон», «Як я розмовляв із Богом», «Дунай – велика українська ріка», «Балтійське коло», публікацій у періодиці на історичні, літературознавчі та культурологічні теми.

## Громадська діяльність
Голова творчого об'єднання публіцистів Київської організації Національної спілки письменників України.

## Відзнаки
Нагороджений:
- медалями «1500 років Києву», «Ветеран праці», «Будівничий України»,
- Почесною відзнакою НСПУ
- Почесною грамотою Кабінету Міністрів України.